# Lynyrd Skynyrd
Lynyrd Skynyrd (Pronunciado: 'lĕh-'nérd 'skin-'nérd), es una banda de rock estadounidense formada en 1964 por el vocalista Ronnie Van Zant, los guitarristas Gary Rossington y Allen Collins, el batería Bob Burns y el bajista Larry Junstrom en Jacksonville, Florida. Originalmente, el grupo adoptó distintos nombres antes de decidirse por Lynyrd Skynyrd, en referencia al profesor de gimnasia de algunos de sus miembros. Entre 1973 y 1977, tras la llegada del teclista Billy Powell, del bajista Leon Wilkeson, del batería Artimus Pyle, y de los guitarristas Ed King y Steve Gaines, el conjunto grabó cinco álbumes de estudio: (Pronounced 'lĕh-'nérd 'skin-'nérd) (1973), Second Helping (1974), Nuthin' Fancy (1975), Gimme Back My Bullets (1976) y Street Survivors (1977), de los cuales se lanzaron como sencillos sus dos canciones más conocidas, «Sweet Home Alabama» y «Free Bird». Ambas canciones figuran en el Salón de la Fama de los Grammy.
El 20 de octubre de 1977, el grupo sufrió un accidente de aviación en el que murieron Van Zant, Gaines y algunos otros miembros, lo que provocó su repentina disolución. Los restantes volvieron a reunirse en 1979 para una actuación y nuevamente en 1987, con el hermano menor de Ronnie Van Zant, Johnny, como vocalista. Desde entonces, la banda ha publicado varios trabajos de estudio, aunque sin el éxito de sus antecesores. La muerte de algunos de los supervivientes del accidente —Allen Collins, Leon Wilkeson, Billy Powell— y la salida de Ed King y Artimus Pyle ocasionaron que el guitarrista Gary Rossington fuese el único miembro de la formación original que continuó en el grupo hasta su muerte, acaecida el 5 de marzo de 2023.
En la actualidad, Lynyrd Skynyrd está integrada por Johnny Van Zant, el batería Michael Cartellone, los guitarristas Rickey Medlocke, Mark Matejka y Damon Johnson, el teclista Peter Keys, el bajista Keith Christopher y las coristas Dale Krantz Rossington, Carol Chase y Stacy Michelle.
A lo largo de su carrera, Lynyrd Skynyrd ha influenciado a diversos artistas contemporáneos y ha vendido más de veintiocho millones de copias solo en los Estados Unidos. La revista Rolling Stone situó a la banda en el puesto 95 de su lista de los 100 mejores artistas de todos los tiempos, mientras que el canal televisivo VH1 la colocó en la posición 71 de los 100 mejores artistas de hard rock. En el 2006, el grupo ingresó en el Salón de la Fama del Rock.

## Historia

### Primeros años (1964-1970)
Los orígenes de Lynyrd Skynyrd se remontan hacia el verano de 1964, cuando el vocalista Ronnie Van Zant conoció al batería Bob Burns y al guitarrista Gary Rossington en un partido de béisbol en Jacksonville, Florida. Estos eran miembros de un grupo llamado You, Me and Him, junto al bajista Larry Junstrom, y decidieron formar una nueva agrupación junto al vocalista. Sin embargo, al no quedar complacidos con sus primeros ensayos incorporaron al guitarrista Allen Collins, lo que completó su primera formación. Tras el ingreso de Collins, la banda empleó el nombre The Noble Five. Como los miembros todavía eran adolescentes, solían ensayar en el patio de la casa de Van Zant o el garaje de Burns al salir del colegio. Por aquella época su repertorio se componía básicamente de versiones de Rolling Stones, The Beatles o Yardbirds y en cada actuación el grupo adoptó un nombre distinto, hasta decidirse finalmente por The One Percent.
Ante la mala recepción de sus conciertos, Van Zant abandonó sus estudios e intensificó los ensayos del grupo. Por otra parte, los restantes miembros eran discriminados en sus respectivos colegios por tener el cabello largo y por este motivo el profesor Leonard Skinner suspendió la asignatura de gimnasia a Burns y Rossington. Los problemas con Skinner inspiraron al grupo a cambiar su nombre por el del maestro, pero para evitar posibles represalias, las vocales se sustituyeron por la letra «Y» (en referencia a The Byrds); por lo que el nombre de la agrupación quedó establecido como Lynyrd Skynyrd. Finalmente, a los dieciséis años, Burns, Rossington y Collins dejaron la escuela para centrarse en la música, al igual que el vocalista. Para realizar sus ensayos, la banda adquirió una pequeña cabaña al sur de Jacksonville, en Green Cove Springs, donde sus miembros practicaban entre ocho y doce horas diarias. Tras mejorar su manera de tocar, el grupo tuvo la oportunidad de actuar de telonero de una sus más importantes influencias, The Allman Joys, liderada por los hermanos Duane y Gregg Allman, futuros fundadores de The Allman Brothers Band. Al no tener todavía ningún tema propio, Lynyrd Skynyrd interpretó versiones de varios artistas, entre ellos The Allman Joys, lo que provocó el enfado de los miembros de dicha formación. Tras finalizar su actuación, los hermanos Allman recomendaron al grupo que compusiera sus propias canciones.
Finalmente, a mediados de 1968, la banda ya tenía dos temas compuestos, «Need All My Friends» y «Michelle», publicados como un sencillo a través de la discográfica local Shade Tree. En junio de 1970, durante la boda de Collins, el grupo interpretó por primera vez «Free Bird», compuesta pocos días antes de la ceremonia y que se convertiría en una de sus canciones más exitosas.

### Primera maqueta (1970-1972)
A finales de 1970, Lynyrd Skynyrd realizó una gira como telonera de Strawberry Alarm Clock y grabó varios temas en los estudios Muscle Shoals de Alabama; sin embargo, debido a la falta de fondos, los miembros tuvieron que volver a Jacksonville para pedir dinero a sus familiares. A comienzos de 1971, Bob Burns abandonó el grupo después de que su novia le convenciera de que terminara sus estudios. Su sustituto fue el guitarrista y vocalista de Blackfoot Rickey Medlocke, quien, además de tocar la batería, también cantó en algunas canciones. Tras realizar otras grabaciones en Muscle Shoals, los restantes miembros decidieron que Larry Junstrom debía abandonar la banda «con el fin de perfeccionar la técnica» y lo reemplazaron por Greg T. Walker, compañero de Medlocke en Blackfoot, quien volvió a grabar la mayoría de las pistas de bajo de Junstrom. Entre los temas que el grupo grabó, se encontraba una nueva versión de «Free Bird» que incluía una introducción de piano interpretada por el músico de sesión Billy Powell.
A finales de 1971, tras terminar la grabación, su mánager, Alan Walden, envió copias de la maqueta a varias discográficas sin conseguir ningún resultado. Por otra parte, la banda había sufrido de nuevo cambios en su formación; Medlocke y Walker la abandonaron para centrarse en Blackfoot. El batería fue reemplazado por su antecesor, Bob Burns, y el bajista por Leon Wilkeson. Lynyrd Skynyrd regresó a los estudios Muscle Shoals para grabar seis temas más, aunque nuevamente tuvieron una recepción nula por parte de las discográficas y las estaciones de radio.

### (Pronounced 'lĕh-'nérd 'skin-'nérd)(1972-1973)

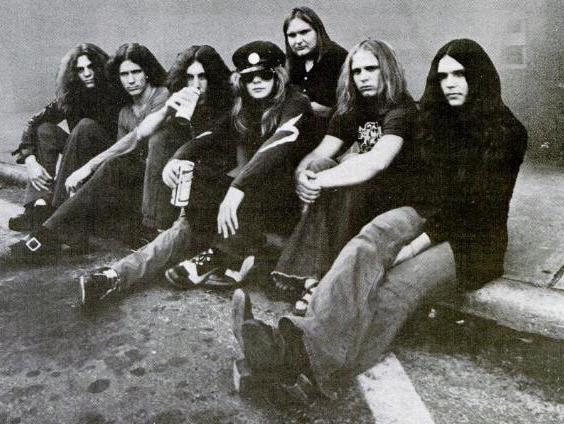
Lynyrd Skynyrd en 1973, durante la sesión fotográfica del álbum.

A pesar de no ser bien recibida por los grandes sellos discográficos, Lynyrd Skynyrd llamó la atención del productor Al Kooper después de haber visto una de sus actuaciones en un club de Atlanta. A finales de 1972, Wilkeson, que apenas llevaba unos meses en el grupo, optó por irse y fue sustituido por Ed King, guitarrista de Strawberry Alarm Clock, banda cuyo sencillo «Incense and Peppermints» había llegado a la primera posición del Billboard Hot 100. Por otra parte, el teclista Billy Powell, que por aquel entonces colaboraba como pipa, ingresó como miembro oficial de la formación.
En marzo de 1973, la banda comenzó a grabar de su álbum debut en el Studio One, en Georgia. La grabación contó con la colaboración de músicos de sesión como Robert Nix, batería de Atlanta Rhythm Section, Steve Katz en la armónica, el percusionista Bobbi Hall y el propio Al Kooper, que tocó el bajo, el melotrón, la mandolina y el órgano, y que fue acreditado como Roosevelt Gook. En abril, el grupo terminó la grabación y poco después Leon Wilkeson regresó como bajista. Este hecho causó que Ed King pasara a ser guitarrista junto a Collins y Rossington. A pesar de su ausencia, Wilkeson aparece en la portada y en los créditos del disco.
En septiembre de ese mismo año salió a la venta su álbum debut, (Pronounced 'Lĕh-'nérd 'Skin-'nérd), que alcanzó el puesto 27 del Billboard 200 y consiguió dos certificaciones de platino de la RIAA. El primer sencillo, «Gimme Three Steps», no tuvo tanto éxito y no llegó a entrar en las listas. A finales de 1973, Lynyrd Skynyrd actuó como telonera en las actuaciones de la gira promocional del álbum Quadrophenia de la banda británica The Who.

### Second Helping(1974)

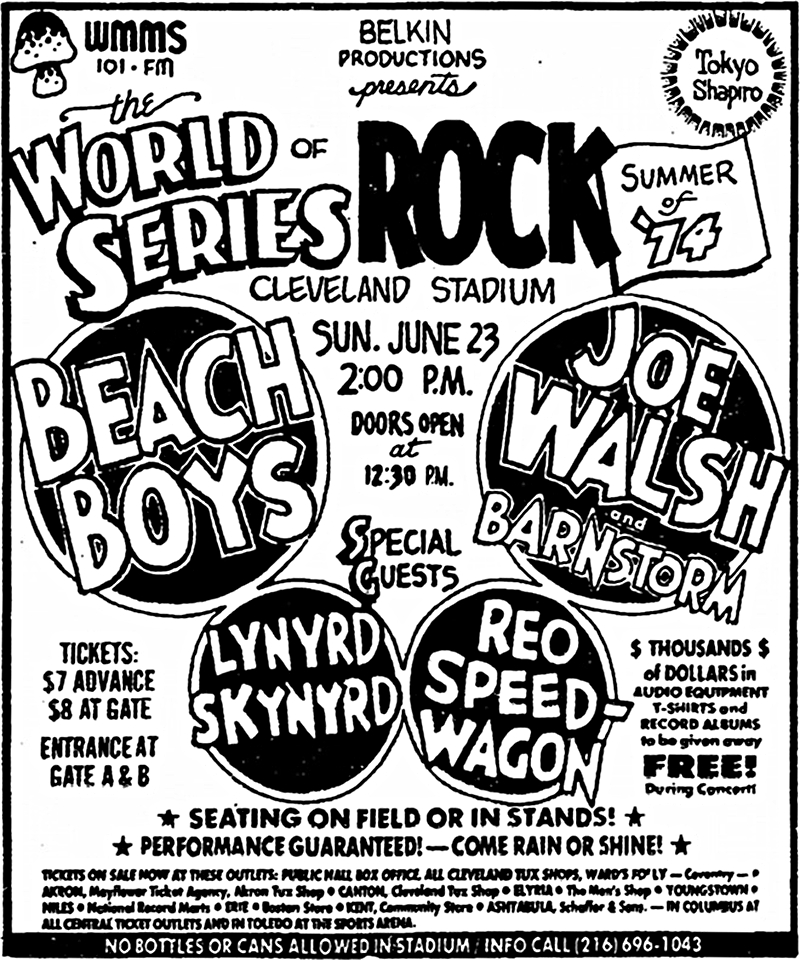
Cartel de una actuación en Cleveland, en junio de 1974.

En enero de 1974, la banda comenzó la grabación de su segundo álbum, esta vez en los estudios Record Plant de Los Ángeles. El trabajo terminó ese mismo mes y un tema grabado el año anterior en el Studio One, «Sweet Home Alabama», sería incluido como la primera canción del disco. Antes del lanzamiento del álbum salió a la venta el sencillo «Don't Ask Me No Questions» que no entró en las listas. Finalmente, en abril de 1974, Lynyrd Skynyrd publicó su segundo álbum de estudio, titulado Second Helping, que alcanzó el puesto 12 del Billboard 200 y que al igual que su antecesor consiguió dos certificaciones de platino.
El segundo sencillo del disco, «Sweet Home Alabama», fue la canción más exitosa del grupo. Compuesta por Van Zant, King y Rossington, es una respuesta al tema «Southern Man» de Neil Young en la que el canadiense criticaba el pasado racista del Sur de los Estados Unidos. A pesar del contenido de la canción, Van Zant y Young se admiraban mutuamente y el canadiense incluso escribió la pista «Powderfinger» para la agrupación. «Sweet Home Alabama» alcanzó la octava posición del Billboard Hot 100, la mejor en la carrera de la banda, y en 2006 consiguió una certificación de platino de la RIAA por la venta de más de un millón de descargas digitales solo en los Estados Unidos. Con el paso del tiempo, el sencillo también entró en varias listas europeas, entre ellas la inglesa, la alemana y la francesa.
Tras el éxito de «Sweet Home Alabama», la canción «Free Bird», incluida en su álbum debut; salió a la venta como sencillo en noviembre. A pesar de su duración de más de nueve minutos, el tema llegó al puesto 19 del Billboard Hot 100. Al mes siguiente, Lynyrd Skynyrd realizó su primera gira europea como telonera de Queen, Humble Pie y Golden Earring. Poco después, el batería Bob Burns abandonó la formación por problemas de salud y le reemplazó Artimus Pyle.

### Nuthin' Fancy(1975)

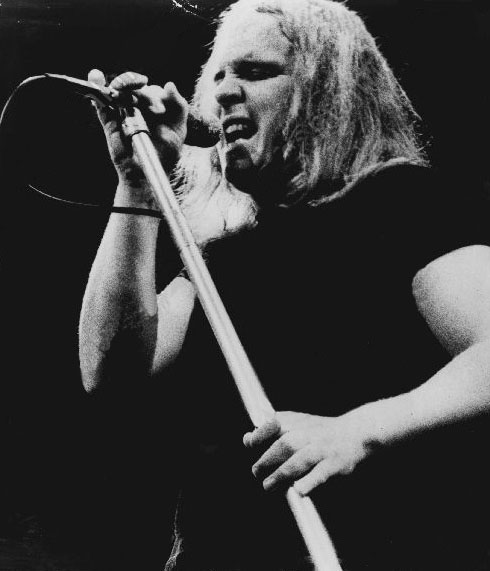
Ronnie Van Zant actuando en 1975.

Tras la buena acogida de Second Helping, su discográfica, MCA Records, presionó al grupo para que grabara inmediatamente un nuevo álbum de estudio. Por este motivo, en enero de 1975, Lynyrd Skynyrd comenzó a trabajar en su nuevo disco en los estudios Web IV de Atlanta. A diferencia de sus anteriores álbumes, esta vez la banda solo tenía una nueva canción, «Saturday Night Special», compuesta para la película de Robert Aldrich The Longest Yard; el resto fueron escritas durante la grabación del disco.
Tras apenas un mes en los estudios, la banda terminó la grabación del álbum y lo publicó el 24 de marzo bajo el título Nuthin' Fancy. Este trabajo fue el primero en llegar al top 10 del Billboard 200 —alcanzó la novena posición— y en entrar en el UK Albums Chart, donde se situó en el puesto 43. El sencillo «Saturday Night Special» salió a la venta el 19 de mayo y llegó a la posición 27 del Billboard Hot 100.
Tras el lanzamiento de su tercer álbum, Lynyrd Skynyrd comenzó la gira Torture Tour de tres meses de duración. El exceso de actuaciones y la adicción al alcohol de varios miembros llevó a que Ed King dejara el conjunto tras un concierto en Pittsburgh. Su marcha provocó que la banda continuara con solo dos guitarristas.

### Gimme Back My Bullets(1975-1976)

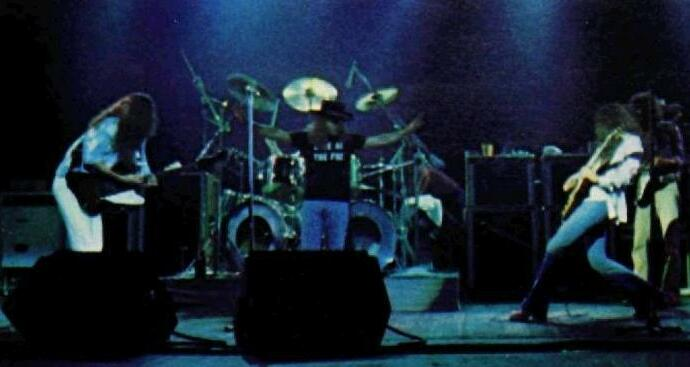
Lynyrd Skynyrd actuando en el Fox Theatre en julio de 1976.

Tras terminar la gira, en septiembre de 1975, Lynyrd Skynyrd entró en los estudios Record Plant para comenzar a grabar un nuevo álbum. A diferencia de sus anteriores discos, esta vez el productor fue Tom Dowd, que había trabajado con Cream y The Allman Brothers Band, y que reemplazó a Al Kooper, con quien la banda había roto su relación con la intención de buscar «un soplo de frescura». Durante la grabación contaron con la colaboración de The Honkettes, un coro femenino integrado por Leslie Hawkins, Cassie Gaines y JoJo Billingsley y que poco después pasó a formar parte del grupo.
Una vez terminada la primera sesión en los estudios Record Plant, a finales de noviembre la banda se desplazó a los Capricorn Studios de Macon (Georgia) para registrar los temas que restaban. En febrero de 1976 salió a la venta su cuarto álbum de estudio, Gimme Back My Bullets, que aunque entró en algunas listas europeas, en los Estados Unidos no alcanzó las ventas de sus antecesores y únicamente consiguió una certificación de oro. Los dos sencillos del álbum «Double Trouble» y «Gimme Back My Bullets» tampoco tuvieron una buena acogida y solo el primero entró en el Billboard Hot 100 donde únicamente llegó al puesto 80.
Al no conseguir el éxito esperado con Gimme Back My Bullets, Lynyrd Skynyrd decidió grabar un doble álbum en directo. Ante la necesidad de contar con un tercer guitarrista, la corista Cassie Gaines recomendó a su hermano pequeño Steve, quien tras una actuación en Kansas City recibió una invitación de unirse a la formación. El 7 de julio, la banda se dirigió a la sala Fox Theatre de Atlanta para realizar la grabación de su primer trabajo en directo. La elección de este escenario se debió a que iba a ser derribado y el grupo se dispuso a donar parte del dinero conseguido para salvarlo. El trabajo en el Fox Theatre duró dos noches más y tras ser producido por Tom Dowd, salió a la venta en septiembre bajo el título One More from the Road. El álbum llegó a la novena posición del Billboard 200 y la decimoséptima del UK Albums Chart. Apenas un mes después de ser publicado, el disco consiguió una certificación de platino de la RIAA y diez años después, otras dos más.
El 21 de agosto, Lynyrd Skynyrd actuó en Knebworth Park junto a The Rolling Stones, 10cc y Hot Tuna. La actuación de la banda recibió buenas críticas, en detrimento de la de The Rolling Stones y contó entre su público con aproximadamente 200 000 espectadores.

### Street Survivorsy accidente aéreo (1977)

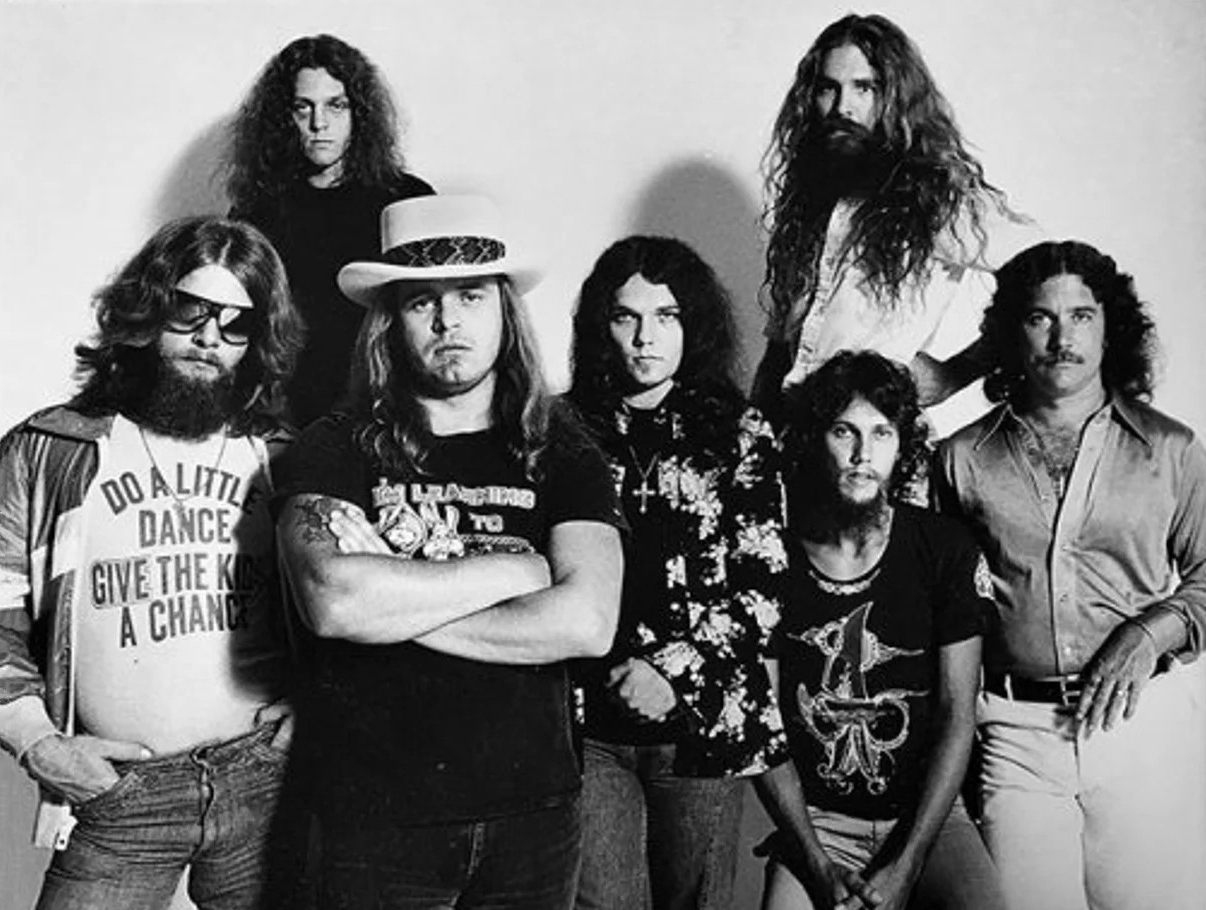
Lynyrd Skynyrd en 1977. La formación fotografiada sufrió un accidente aéreo en octubre de ese año.

En enero de 1977, Lynyrd Skynyrd comenzó la gira Street Survivors Tour que le permitió realizar sus primeros conciertos en Asia, concretamente en Tokio y Osaka (Japón). Después de varias actuaciones en el Reino Unido, en abril la banda comenzó a grabar nuevos temas en los estudios Criteria de Miami con Tom Dowd como productor. El 22 de abril, comenzó el tramo estadounidense de su gira. Entre julio y agosto, la banda volvió a tomarse un descanso durante la gira para realizar una nueva sesión de grabación, esta vez en el Studio One de Georgia aunque con la ausencia de Dowd, que en esos momentos estaba trabajando con Rod Stewart.
El 17 de octubre de ese mismo año salió a la venta Street Survivors, que supuso el debut de Steve Gaines como guitarrista y también como vocalista en los temas «Ain't No Good Life» y «You Got That Right». Entre los temas incluidos destacó «One More Time», grabado en 1971 con Ed King, Greg T. Walker y Rickey Medlocke. Solo tres días después, el 20 de octubre de 1977, la banda, que había reemplazado su autobús por un avión Convair 240, sufrió un accidente aéreo cuando sobrevolaba el condado de Amite, en Misisipi. El avión se había quedado sin combustible y antes de poder realizar un aterrizaje de emergencia se estrelló en un bosque cerca de Gillsburg. Ronnie Van Zant, los hermanos Steve y Cassie Gaines, el mánager Dean Kilpatrick y los dos pilotos fallecieron en el acto, mientras que los restantes miembros sufrieron heridas de gravedad. Anteriormente, el vocalista había anunciado a sus más allegados que fallecería antes de llegar a los treinta años.
Tras el accidente, la discográfica MCA reemplazó la portada de Street Survivors, en la que la banda —y en especial Gaines— aparecía rodeada de llamas, por una menos violenta. El álbum alcanzó la quinta posición del Billboard 200 y la decimotercera del UK Albums Chart, las mejores en la carrera del grupo. Diez días después de su lanzamiento, la RIAA lo certificó como disco de oro y posteriormente como doble disco de platino. En noviembre, salió a la venta el sencillo «What's Your Name», que llegó al puesto 13 del Billboard Hot 100. Las muertes de Van Zant y los hermanos Gaines provocaron la disolución de facto de Lynyrd Skynyrd. Posteriormente, los guitarristas Allen Collins y Gary Rossington se reunieron en la casa del vocalista y acordaron que nunca intentarían volver a reformar el grupo en el futuro.

### Disolución y reunión (1978-1989)

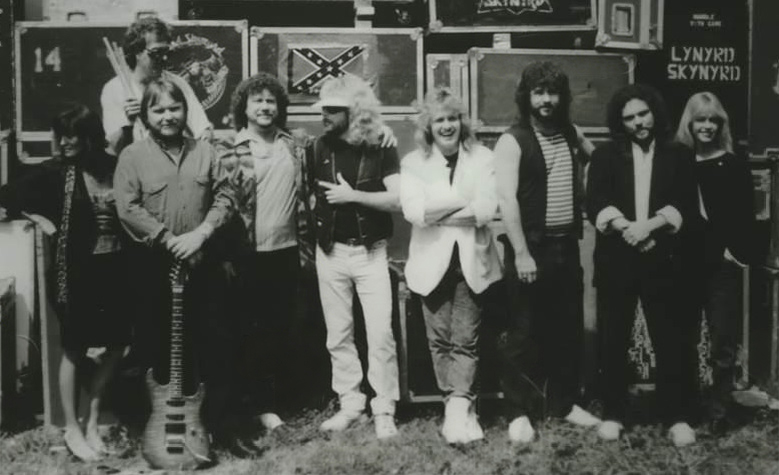
Fotografía promocional del grupo en 1988.

Un año después de la tragedia, concretamente en septiembre de 1978, la discográfica MCA editó el álbum Skynyrd's First and... Last, un recopilatorio de varias de sus canciones grabadas en los estudios Muscle Shoals entre 1971 y 1972, y que en un principio iba a ser su disco de debut. Skynyrd's First and... Last llegó a la decimoquinta posición del Billboard 200 y consiguió una certificación de disco de platino de la RIAA.
A pesar de haber decidido no volver a reunirse en el futuro, en enero de 1979, los supervivientes del accidente —Billy Powell, Gary Rossington, Artimus Pyle y Allen Collins (Leon Wilkeson aún no estaba recuperado)— realizaron una versión instrumental de «Free Bird» en el Volunteer Jam, organizado por Charlie Daniels y su banda. Ese mismo año, Collins y Rossington decidieron crear un nuevo proyecto, Rossington Collins Band, al que posteriormente se unieron Powell y Wilkeson. Para evitar comparaciones con Van Zant, los guitarristas optaron por una cantante femenina, Dale Krantz, que había colaborado con 38 Special; banda liderada por el hermano del propio Ronnie Van Zant, Donnie. La formación solo estuvo en activo tres años y publicó dos álbumes de estudio. En 1982, tras la separación de Rossington Collins Band y el matrimonio de Rossington con Krantz, los distintos miembros formaron otros proyectos como The Rossington Band, Artimus Pyle Band, Allen Collins Band y Vision. En enero de 1986, Collins sufrió un accidente automovilístico en el que falleció su pareja sentimental y que le dejó paralítico.
En septiembre de 1987, Lynyrd Skynyrd volvió a reunirse para la decimotercera edición del Volunteer Jam de Charlie Daniels. Esta vez la banda estaba formada por Wilkeson, Powell, Rossington, Pyle, Ed King, el guitarrista Randal Hall, el vocalista Johnny Van Zant (hermano pequeño de Ronnie), y las coristas Carol Bristow y Dale Krantz. Ese mismo mes, comenzó la gira Lynyrd Skynyrd Tribute Tour, compuesta de treinta y dos conciertos y en la que la agrupación grabó un nuevo álbum en directo, Southern by the Grace of God, publicado en abril de 1988 y que alcanzó el puesto 68 del Billboard 200.

### Lynyrd Skynyrd 1991(1990-1992)
El 23 de enero de 1990, Lynyrd Skynyrd volvió a sufrir la pérdida de otro de sus fundadores. Allen Collins falleció por una neumonía provocada como consecuencia de su accidente. El hecho de que la agrupación continuara su trayectoria provocó un pleito judicial por parte de Judy Van Zant Jenness y Teresa Gaines Rapp (viudas de Ronnie y Steve, respectivamente), que demandaron a la banda por el uso con afán de lucro del nombre Lynyrd Skynyrd. Sin embargo, ambas partes llegaron a un acuerdo; Judy y Teresa recibirían un porcentaje de los ingresos obtenidos y el grupo debería estar formado por Rossington y como mínimo dos miembros anteriores al accidente de 1977.
En junio de 1991 salió a la venta su sexto álbum de estudio, Lynyrd Skynyrd 1991. Al igual que sus dos antecesores fue producido por Tom Dowd y muestra la novedad de ser el primero con la discográfica Atlantic Records y con dos baterías: Artimus Pyle y Kurt Custer. A pesar de ser anunciado como el regreso de Lynyrd Skynyrd, el álbum fue un fracaso; solo alcanzó el puesto 74 del Billboard 200 y no consiguió ninguna certificación. Durante la gira promocional, Pyle decidió abandonar el grupo debido a la adicción a las drogas y al alcohol de varios de sus miembros. Posteriormente, el batería tuvo que enfrentarse a varias demandas por abuso de menores.

### The Last RebelyEndangered Species(1993-1996)

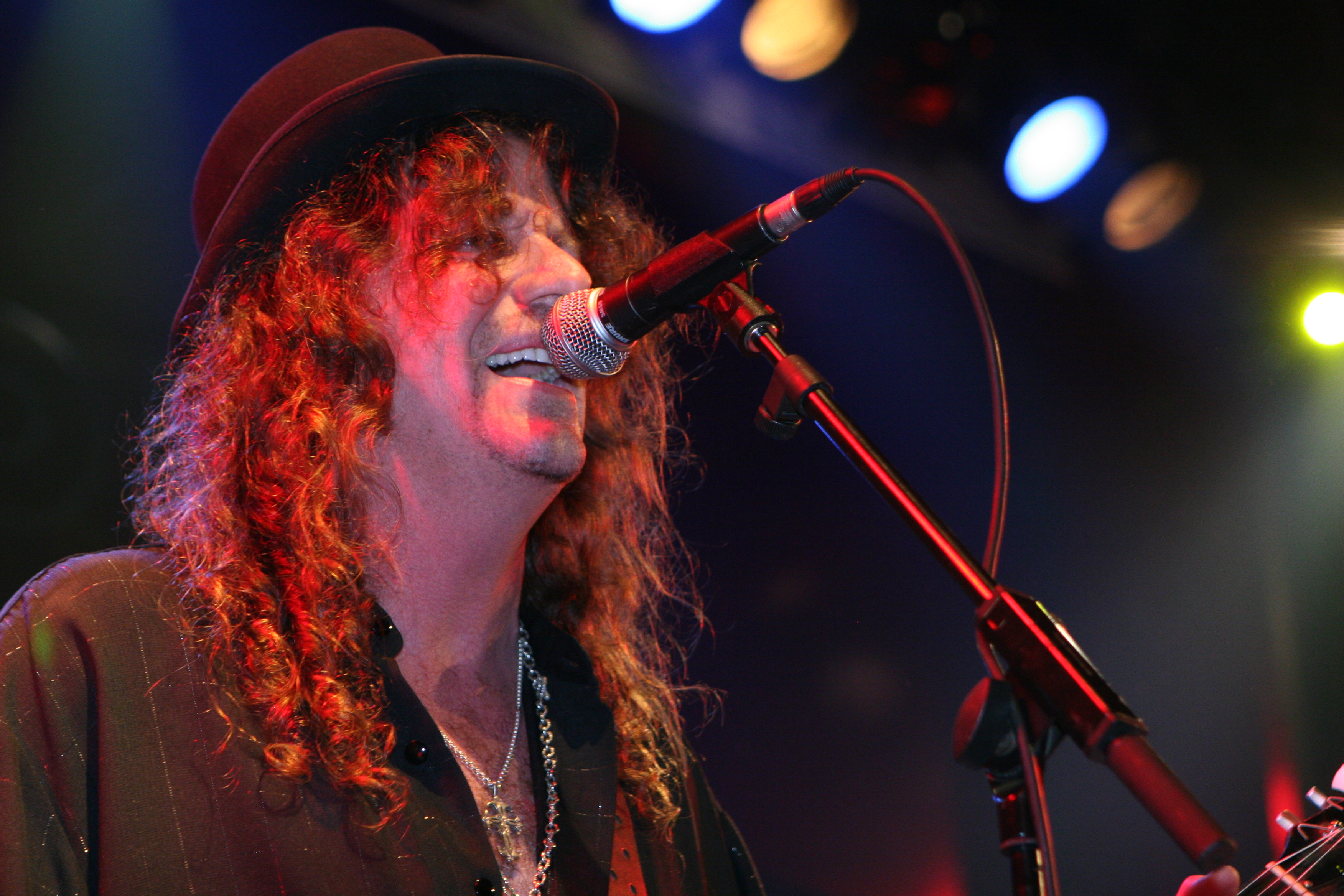
Mike Estes, guitarrista en Endangered Species, actuando en Barcelona en 2009.

Tras la escasa repercusión de su anterior trabajo, en julio de 1992, Lynyrd Skynyrd comenzó la grabación de un nuevo álbum de estudio, que salió a la venta en febrero del año siguiente bajo el título The Last Rebel. Aunque el disco tuvo una moderada recepción en algunos países europeos llegó a la misma posición que su antecesor en el Billboard 200. Tras su lanzamiento, el grupo rompió sus relaciones con las discográficas MCA y Atlantic, y el guitarrista Randall Hall fue despedido.
Para promocionar The Last Rebel, la banda interpretó varios de sus temas clásicos en versión acústica en programas de radio, lo que le dio la idea de grabar un nuevo álbum con su nueva discográfica, Capricorn Records. El disco, titulado Endangered Species, salió a la venta en agosto de 1994 y supuso el debut del sustituto de Hall, Mike Estes y del nuevo batería, Owen Hale, que reemplazó a Custer. A pesar de incluir versiones acústicas de temas como «Sweet Home Alabama», «Saturday Night Special» o «Heartbreak Hotel» de Elvis Presley, el álbum pasó desapercibido y únicamente llegó al puesto 115 del Billboard 200.
Tras cambiar nuevamente de sello discográfico, esta vez por SPV Records, el grupo editó en mayo de 1996 el álbum en directo Southern Knights, compuesto por varios temas grabados en vivo el año anterior. Este trabajo fue editado únicamente en Europa y su repercusión en las listas fue nula. Poco después, Mike Estes y Ed King abandonaron la formación (el último debido a dolencias cardíacas), y fueron reemplazados por Rickey Medlocke (líder de Blackfoot y antiguo miembro de Lynyrd Skynyrd) y Hughie Thomasson (vocalista y guitarrista de Outlaws); además por esas fechas también ingresó una nueva corista, Carol Chase.

### TwentyyEdge of Forever(1997-1999)
Tras la llegada de los dos nuevos guitarristas y después de cambiar de discográfica por CMC International, Lynyrd Skynyrd grabó un nuevo álbum. En abril de 1997, salió a la venta Twenty, su octavo trabajo de estudio. El disco marcó el vigésimo aniversario del accidente aéreo e incluyó una nueva versión del tema «Travelin' Man», en el cual Ronnie y Johnny Van Zant cantaron a dúo gracias a tecnologías modernas. A pesar de la inclusión de dicha canción y de la participación de dos guitarristas experimentados en otras bandas, Twenty fue un fracaso comercial y únicamente alcanzó el puesto 97 del Billboard 200.
En abril de 1998, Lynyrd Skynyrd publicó el álbum en directo Lyve from Steel Town, que consiguió una certificación de disco de oro de la RIAA. Poco después, el batería Owen Hale abandonó el grupo, le sustituyó Jeff McAllister y a este, Kenny Aronoff. En agosto de 1999, la banda puso a la venta un nuevo trabajo de estudio, Edge of Forever, que tuvo una recepción similar a Twenty y llegó al puesto 96 del Billboard 200.

### Christmas Time AgainyVicious Cycle(2000-2005)

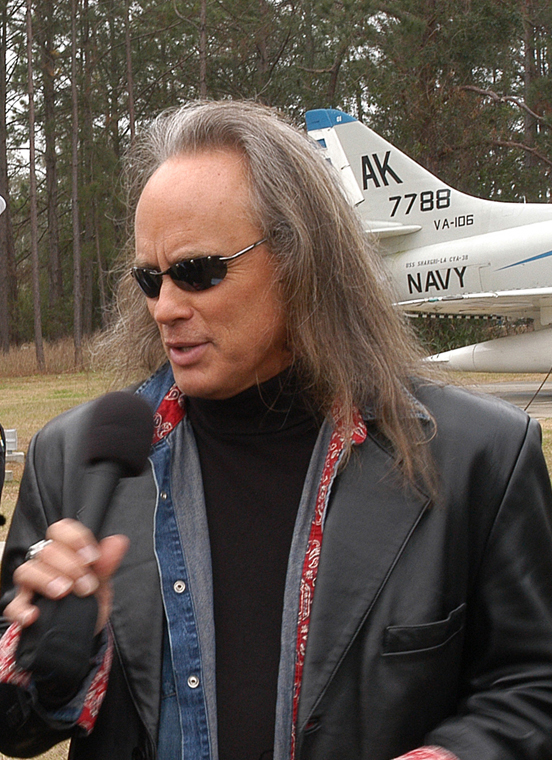
Rickey Medlocke durante una entrevista en Jacksonville, en 2005.

Poco después de terminar la grabación de Edge of Forever, la banda volvió a sufrir cambios en su formación, pues el batería de Damn Yankees Michael Cartellone entró en ella para reemplazar a Aronoff. En septiembre del 2000, Lynyrd Skynyrd publicó el álbum navideño Christmas Time Again, compuesto por villancicos y dos temas grabados por 38 Special y The Charlie Daniels Band. El disco alcanzó el puesto 38 del Billboard 200, su mejor posición en más de veinte años. Una de las peculiaridades del álbum fue que Leon Wilkeson no participó en él y las pistas de bajo las grabó Mike Brignardello. Por aquellos momentos, Wilkeson sufría problemas en sus pulmones y su hígado, que posteriormente le causaron la muerte el 27 de julio de 2001. A pesar de la muerte del bajista, Lynyrd Skynyrd decidió continuar con su carrera y Ean Evans ingresó para reemplazar a Wilkeson.
A finales de 2002, la banda comenzó la grabación de un nuevo trabajo de estudio. Como homenaje a su bajista fallecido, el grupo utilizó algunas de sus pistas de bajo en dos temas. En mayo de 2003 salió a la venta su décimo álbum de estudio, Vicious Cycle, que incluye el tema «Mad Hatter», compuesto en memoria de Wilkeson, y una nueva versión de «Gimme Back My Bullets» cantada por Kid Rock. El disco alcanzó el puesto 30 del Billboard 200, la mejor posición desde la reunión del grupo. Para promocionar el álbum, Lynyrd Skynyrd realizó una gira junto a Deep Purple, aunque algunas fechas europeas tuvieron que ser canceladas debido a que Gary Rossington tuvo que ser intervenido quirúrgicamente por una afección coronaria. A comienzos de 2005, Hughie Thomasson decidió abandonar el grupo para reformar su anterior proyecto, Outlaws. En febrero de ese mismo año, la banda actuó en la 47.ª entrega de los premios Grammy junto a Gretchen Wilson, Tim McGraw, Keith Urban y Dickey Betts en un tributo al rock sureño. Ese verano, Johnny Van Zant tuvo que someterse a una intervención quirúrgica en sus cuerdas vocales para eliminar un pólipo y que le impidió cantar durante tres meses. El 10 de septiembre, con Kid Rock como vocalista, Lynyrd Skynyrd realizó un concierto benéfico por las víctimas del Huracán Katrina.

### God & Guns(2006-2010)

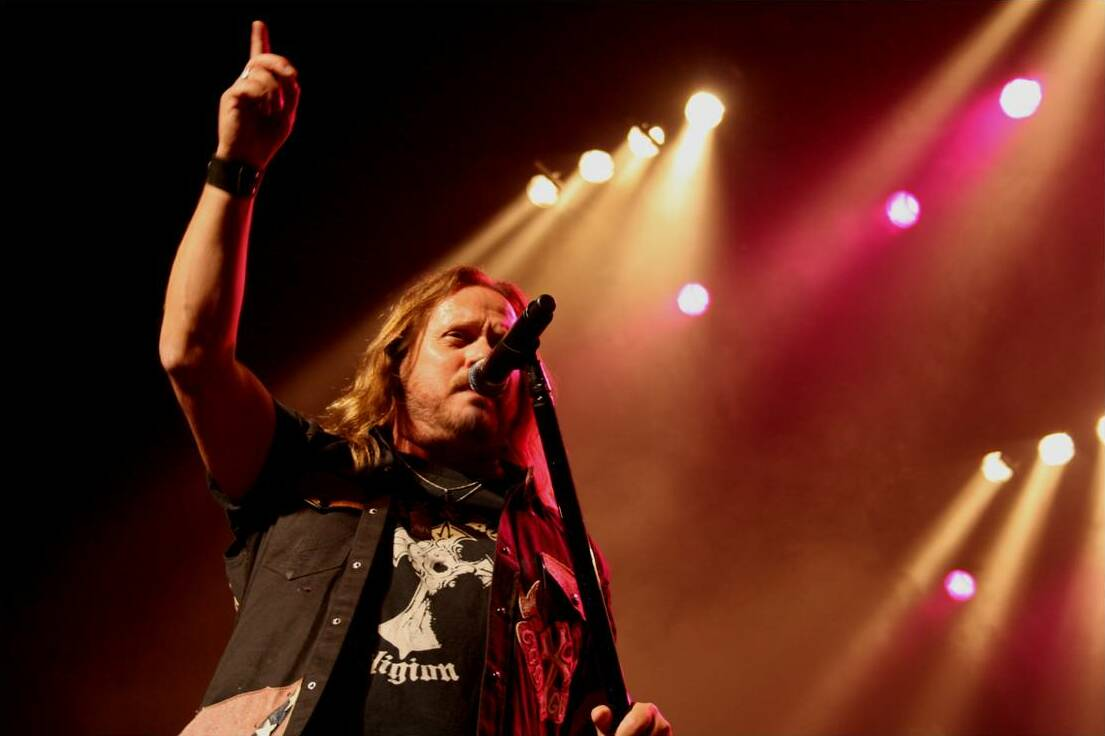
Johnny Van Zant actuando en Oslo en mayo de 2009.

El 16 de marzo de 2006, Lynyrd Skynyrd fue incluida en el Salón de la Fama del Rock, después de previamente ser nominada en siete ocasiones. Con motivo del evento, la agrupación se reunió con sus exmiembros Ed King, Bob Burns, Artimus Pyle y las coristas JoJo Billingsley y Leslie Hawkins para tocar en directo «Sweet Home Alabama» y «Free Bird». En verano, ingresó el guitarrista Mark Matejka como sustituto de Thomasson y que había participado en el álbum Christmas Time Again.
En el verano de 2008 comenzó el proceso de grabación de un nuevo álbum de estudio que se alargó hasta el año siguiente; sin embargo, por esas fechas, el bajista Ean Evans fue diagnosticado con cáncer y por tanto se desvinculó del grupo. El 28 de enero, el pianista Billy Powell falleció debido a un ataque al corazón. Su muerte dejó a Rossington como único superviviente del accidente aéreo que continuaba en el grupo. A pesar de la pérdida de Powell, la banda decidió continuar su trabajo con dos nuevos miembros, el pianista Peter Keys y el bajista Robert Kearns. El 6 de mayo, Evans sucumbió al cáncer.
Tras los fallecimientos de dos de sus miembros, Lynyrd Skynyrd logró terminar la grabación de su undécimo trabajo de estudio, God & Guns, publicado en septiembre de ese mismo año a través de la discográfica Roadrunner Records. El álbum incluye las colaboraciones de Rob Zombie y el guitarrista John 5, y alcanzó las posiciones 18 y 36 del Billboard 200 y del UK Albums Chart respectivamente. En junio de 2010, Roadrunner lanzó el álbum en directo Live from Freedom Hall grabado en dicho estadio el 15 de junio de 2007 y que es el último trabajo publicado con Powell y Evans como miembros del grupo.

### Last of a Dyin' Breed(2011-2018)
A mediados de 2011, la banda realizó una gira estadounidense junto a ZZ Top. Posteriormente, en el mes de agosto, Lynyrd Skynyrd tuvo que cancelar algunas actuaciones debido a que Van Zant tuvo que ser hospitalizado por complicaciones de su operación anterior. En verano de 2012, y una vez recuperado su vocalista, comenzó la grabación de su décimo segundo álbum de estudio con un nuevo miembro, Johnny Colt, bajista de The Black Crowes y Train, que reemplazó a Robert Kearns, el cual había dejado el grupo para trabajar con Sheryl Crow.
En agosto de 2012, salió a la venta Last of a Dyin' Breed, que al igual que su antecesor incluye la colaboración del guitarrista y compositor John 5. El álbum alcanzó la decimocuarta posición del Billboard 200, la mejor desde Street Survivors, y llegó al top 15 en varios países europeos como Alemania, Finlandia, Noruega y Suiza.
El 3 de abril de 2015, el batería original Bob Burns perdió la vida tras sufrir un accidente automovilístico, pues su coche chocó contra un árbol mientras conducía solo, cerca de su casa en Cartersville, Georgia. Desde 2015 hasta 2017, la banda tuvo períodos de posponer o tener que cancelar conciertos debido a problemas de salud sufridos por el miembro fundador Gary Rossington.
El antiguo miembro Ed King, quien estuvo luchando contra el cáncer, murió en su casa de Nashville Tennessee, el 22 de agosto de 2018, a los 68 años de edad.

### Gira final (2018-actualidad)
El 25 de enero de 2018, Lynyrd Skynyrd anunció su Last of the Street Survivors Farewell Tour, el cual empezó el 4 de mayo de 2018. Los actos de soporte incluyeron a Kid Rock, Hank Williams Jr., Bad Company, The Charlie Daniels Band, The Marshall Tucker Band, .38 Special, Cheap Trick, Blackberry Smoke y Blackfoot.
El 5 de marzo de 2023, Gary Rossington, el último de los miembros fundadores, murió de un ataque al corazón. A pesar de su fallecimiento, la banda comunicó que continuaría su actividad con Damon Johnson como guitarrista. Ese mismo año, Dolly Parton publicó su versión de «Free Bird» en su álbum Rockstar y que incorporó el trabajo de Rossington, de Artimus Pyle y la voz de Ronnie Van Zant de la grabación original.

## Legado e influencia

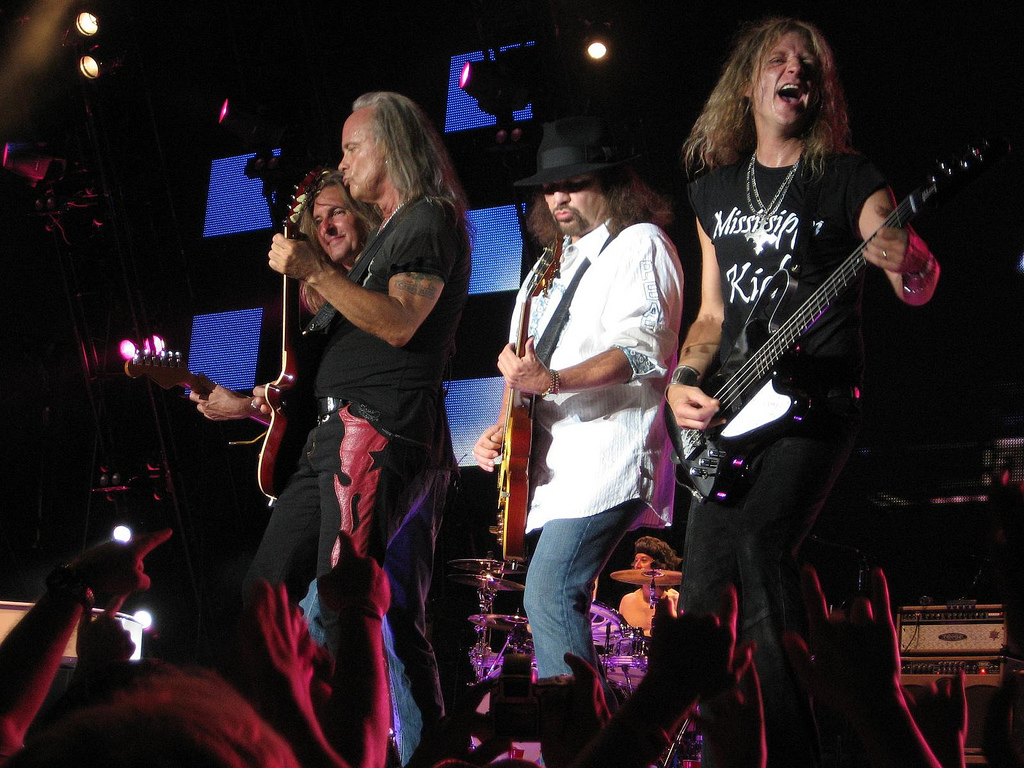
Concierto de Lynyrd Skynyrd en Alabama en 2008.

Lynyrd Skynyrd a menudo es considerada la banda más significativa del rock sureño y junto a The Allman Brothers Band definió el género desde su apogeo a comienzos de la década de 1970 hasta la actualidad. La revista Rolling Stone la situó entre los «100 mejores artistas de todos los tiempos» y su álbum debut, (Pronounced 'lĕh-'nérd 'skin-'nérd), fue escogido entre los «500 mejores álbumes de todos los tiempos». Por otra parte, la misma publicación incluyó «Free Bird» y «Sweet Home Alabama» en su lista de las «500 mejores canciones de todos los tiempos»; estos mismos temas fueron seleccionados por el Salón de la Fama del Rock como dos de las «canciones que dieron forma al rock and roll».
A pesar de ser una banda de rock sureño, Lynyrd Skynyrd ha influenciado a intérpretes de diversos géneros musicales. Entre los artistas que han sido influenciados por su sonido o que han versionado algunos de sus temas se encuentran bandas y músicos tan diversos como Drive-By Truckers, The Obsessed, My Morning Jacket, Pantera, Jason Isbell, Rob Zombie, Megadeth, Poison, Lamb of God, Guns N' Roses, Gov't Mule, Kid Rock, Alison Krauss, Corrosion of Conformity, Kings of Leon, Black Label Society, Molly Hatchet, Nashville Pussy, Héroes del Silencio, Deftones, 3 Doors Down, Fuel, Armored Saint, Metallica —que versionó «Tuesday's Gone» con Gary Rossington como guitarrista—, e incluso la banda gallega Siniestro Total, que realizó una versión en castellano de «Sweet Home Alabama» titulada «Miña terra galega» y que está considerada como un himno no oficial de la comunidad gallega.
De acuerdo con la RIAA, Lynyrd Skynyrd ha vendido más de veintiocho millones de copias solo en los Estados Unidos y ha conseguido diecinueve discos de oro y veinte de platino. A pesar de estas cifras y de su larga trayectoria, la banda todavía no ha conseguido hacerse con un premio Grammy, aunque los temas «Sweet Home Alabama» y «Free Bird» fueron incluidos en su Salón de la Fama.

## Miembros

### Cronología
| Miembros actuales - Rickey Medlocke – guitarra, (1972, 1996-actualidad), batería (1971-1972), voz (1971-1972, 1996-actualidad) - Johnny Van Zant – voz (1987-actualidad) - Michael Cartellone – batería y percusión (1999-actualidad) - Mark Matejka – guitarra y coros (2006-actualidad) - Peter Keys – teclado y piano (2009-actualidad) - Keith Christopher – bajo (2017-actualidad) - Damon Johnson – guitarra (2023-actualidad) | Músicos de sesión - Dale Krantz-Rossington – coros (1987-actualidad) - Carol Chase – coros (1996-actualidad) - Stacy Michelle – coros (2023-actualidad) |

Miembros anteriores
| - Gary Rossington – guitarra (1964-1977, 1987-2023, su muerte) - Allen Collins – guitarra (1964-1977, murió en 1990) - Ronnie Van Zant – voz (1964-1977, su muerte) - Bob Burns – batería (1964-1971, 1972-1975, murió en 2015) - Larry Junstrom – bajo (1964-1971, murió en 2019) - Greg T. Walker – bajo y coros (1971-1972) - Leon Wilkeson – bajo y coros (1972, 1973-1977, 1987-2001, su muerte) - Billy Powell – teclado y piano (1972-1977, 1987-2009, su muerte) - Ed King – guitarra y coros (1972-1975, 1987-1996, murió en 2018), bajo (1972-1973) - Artimus Pyle – batería y percusión (1975-1977, 1987-1991) - Steve Gaines – guitarra y voz (1976-1977, su muerte) - Randal Hall – guitarra y voz (1987-1993) - Kurt Custer – batería (1991-1994) - Mike Estes – guitarra y coros (1993-1996) - Owen Hale – batería y percusión (1994-1998) - Hughie Thomasson – guitarra y coros (1996-2005, murió en 2007) - Jeff McAllister – batería (1998-1999) - Kenny Aronoff – batería (1999) - Ean Evans – bajo y coros (2001-2009, su muerte) - Robert Kearns – bajo y coros (2009-2012) - Johnny Colt – bajo y coros (2012-2017) | Anteriores músicos de sesión - Leslie Hawkins – coros (1975-1977) - Cassie Gaines – coros (1975-1977, su muerte) - JoJo Billingsley – coros (1975-1977, murió en 2010) - Carol Bristow – coros (1987-1988) - Debbie Bailey – coros (1991-1994) - Debbie Davis-Estes – coros (1994-1996) |

## Discografía
Álbumes de estudio
| - (Pronounced 'lĕh-'nérd 'skin-'nérd) (1973) - Second Helping (1974) - Nuthin' Fancy (1975) - Gimme Back My Bullets (1976) | - Street Survivors (1977) - Lynyrd Skynyrd 1991 (1991) - The Last Rebel (1993) - Twenty (1997) | - Edge of Forever (1999) - Vicious Cycle (2003) - God & Guns (2009) - Last of a Dyin' Breed (2012) |

## Giras
| - Pronounced Leh-Nerd Skin-Nerd Tour (1973) - Second Helping Tour (1974) - Torture Tour (1975) - Nuthin' Fancy Tour (1975) - Gimme Back My Bullets Tour (1975-1976) - One More from the Road Tour (1976) | - Street Survivors Tour (1977) - Lynyrd Skynyrd Tribute Tour (1987-1988) - Lynyrd Skynyrd 1991 Tour (1991-1992) - The Last Rebel Tour (1992-1993) - Endangered Species Tour (1994-1995) - Lynyrd Skynyrd Twenty Tour (1997-1998) | - Edge of Forever Tour (1999-2002) - Vicious Cycle Tour (2003-2007) - Party Of A Lifetime Tour (2003) - Rock And Rebels Tour (2008) - God & Guns World Tour (2009-2011) - Simple Man Cruise 2011 (2011) - Rebels and Bandoleros (2011) - Simple Man Cruise 2012 (2012) - Last of a Dyin' Breed (2012-2013) - Simple Man Cruise 2013 (2013) - Simple Man Cruise 2014 (2014) |